# Ferrières (Oise)
Ferrières ist eine französische Gemeinde mit 446 Einwohnern (Stand 1. Januar 2022) im Département Oise in der Region Hauts-de-France (vor 2016 Picardie). Sie gehört zum Arrondissement Clermont und zum Kanton Estrées-Saint-Denis.

## Geographie
Die Gemeinde Ferrières liegt auf ca. 120 m über dem Meer in einem flachwelligen, trockenen Landstrich ohne oberirdische Fließgewässer im Norden des Départements Oise, etwa 41 Kilometer nordwestlich von Compiègne. Umgeben wird Ferrières von den Nachbargemeinden Royaucourt im Norden und Nordosten, Dompierre im Osten, Godenvillers im Osten und Südosten, Maignelay-Montigny im Süden, Crèvecœur-le-Petit im Süden und Südwesten sowie Welles-Pérennes im Westen und Nordwesten.

## Bevölkerungsentwicklung
| Jahr                       | 1962 | 1968 | 1975 | 1982 | 1990 | 1999 | 2006 | 2013 | 2021 |
| Einwohner                  | 355  | 316  | 283  | 344  | 430  | 433  | 470  | 517  | 457  |
| Quellen: Cassini und INSEE |      |      |      |      |      |      |      |      |      |

## Sehenswürdigkeiten
- Kirche Notre-Dame aus dem 16. Jahrhundert
- mehrere Calvaires
- Wasserturm

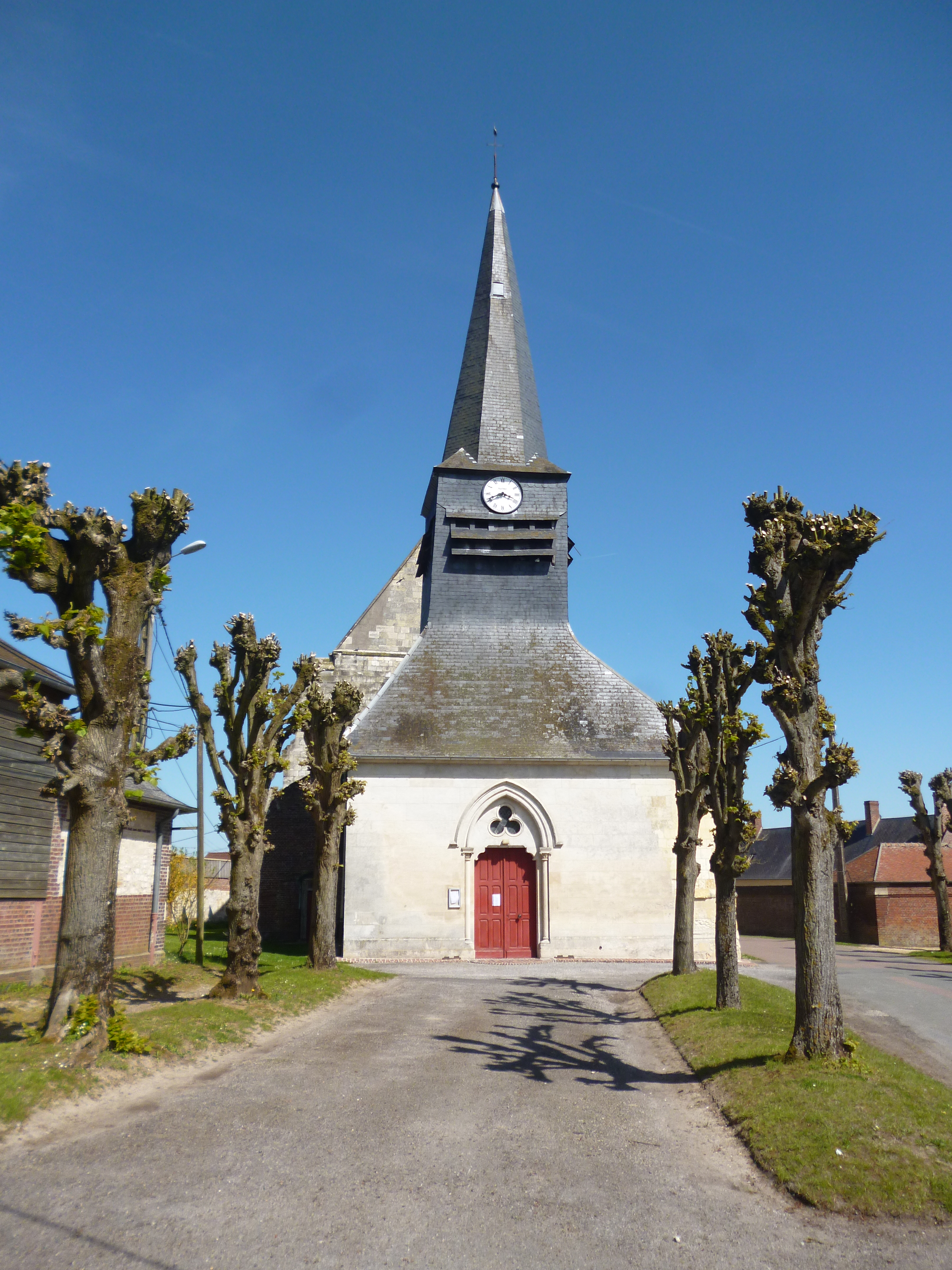
Kirche Notre-Dame
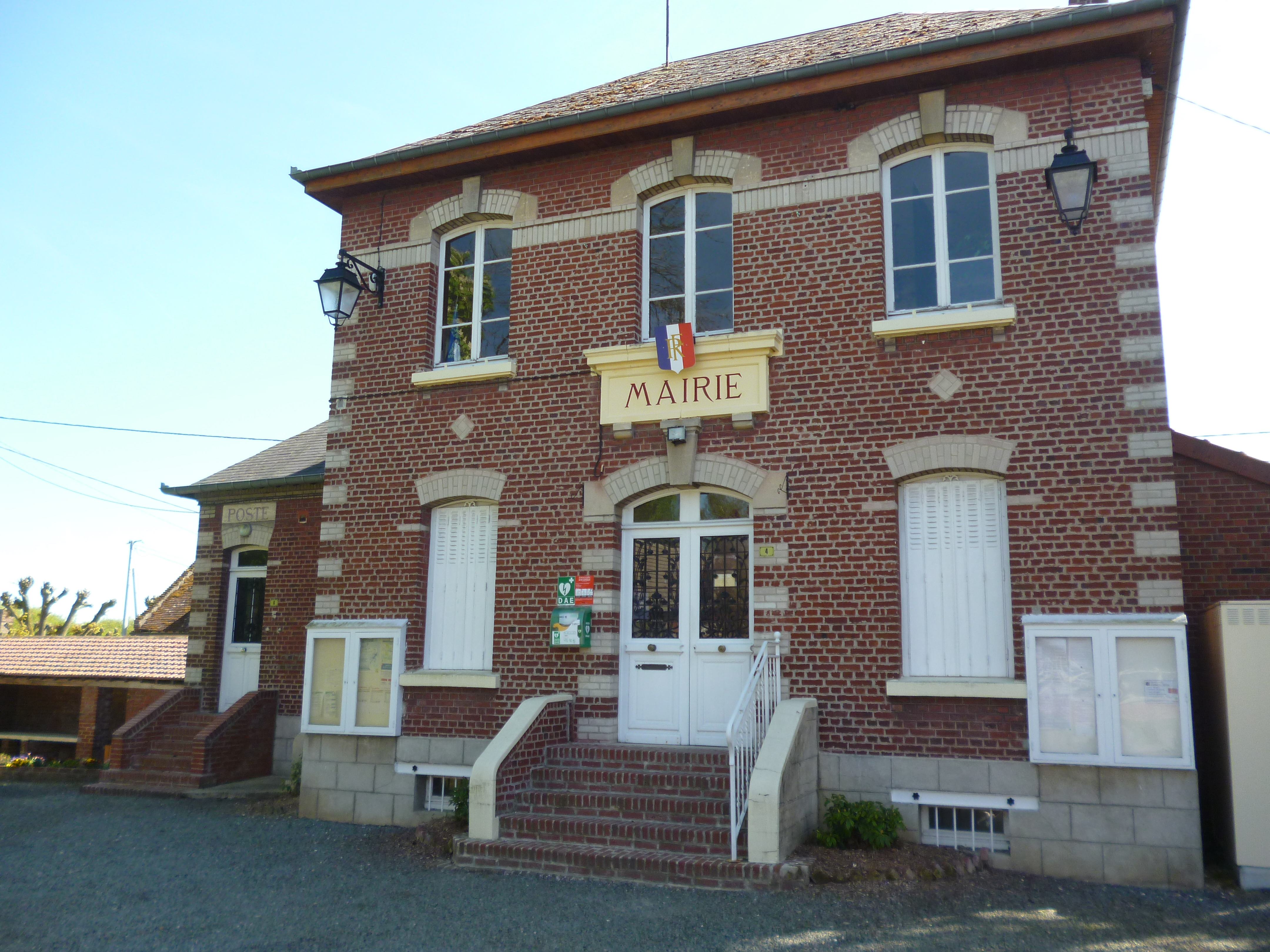
Rathaus (mairie)
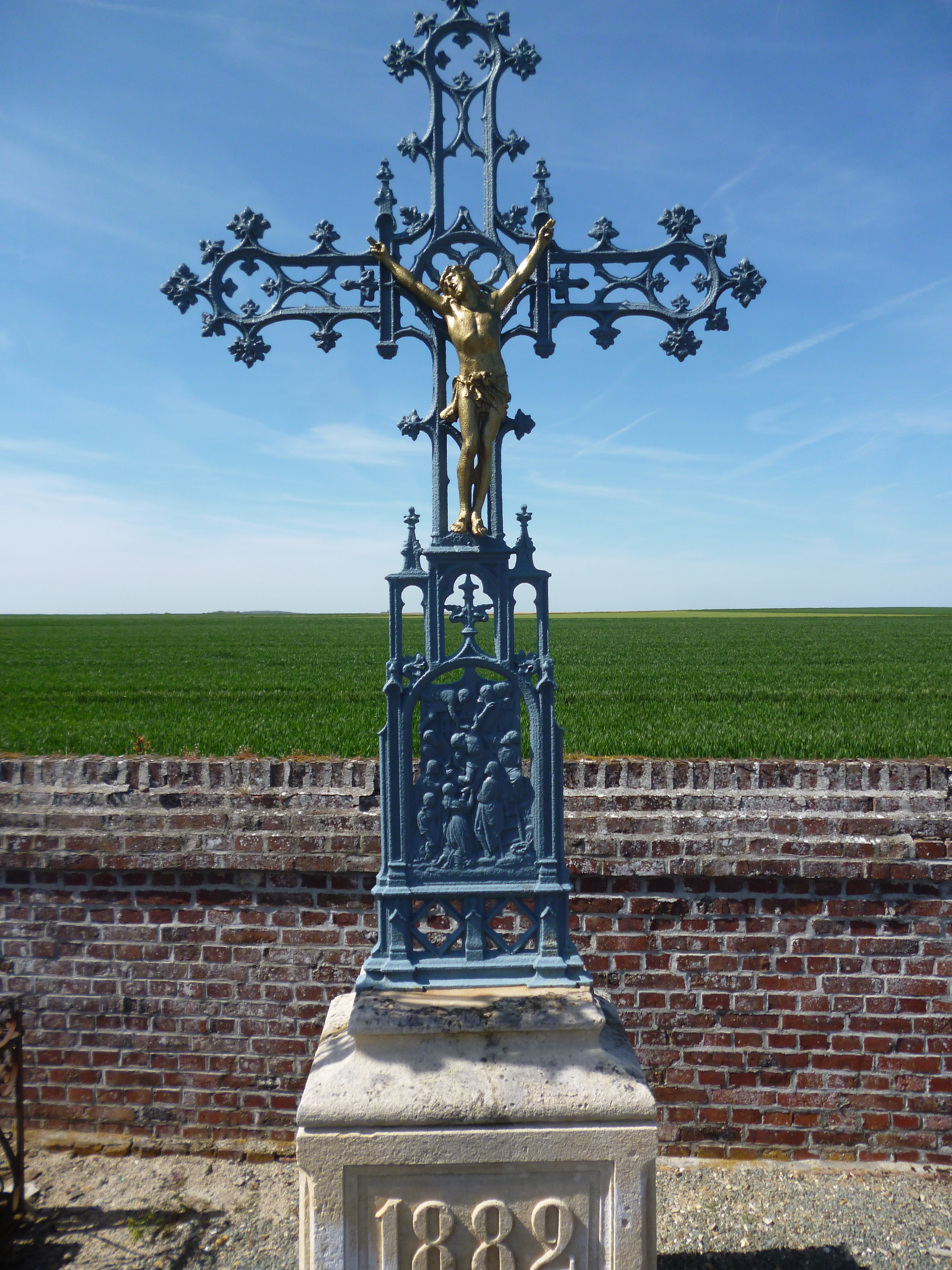
Calvaire
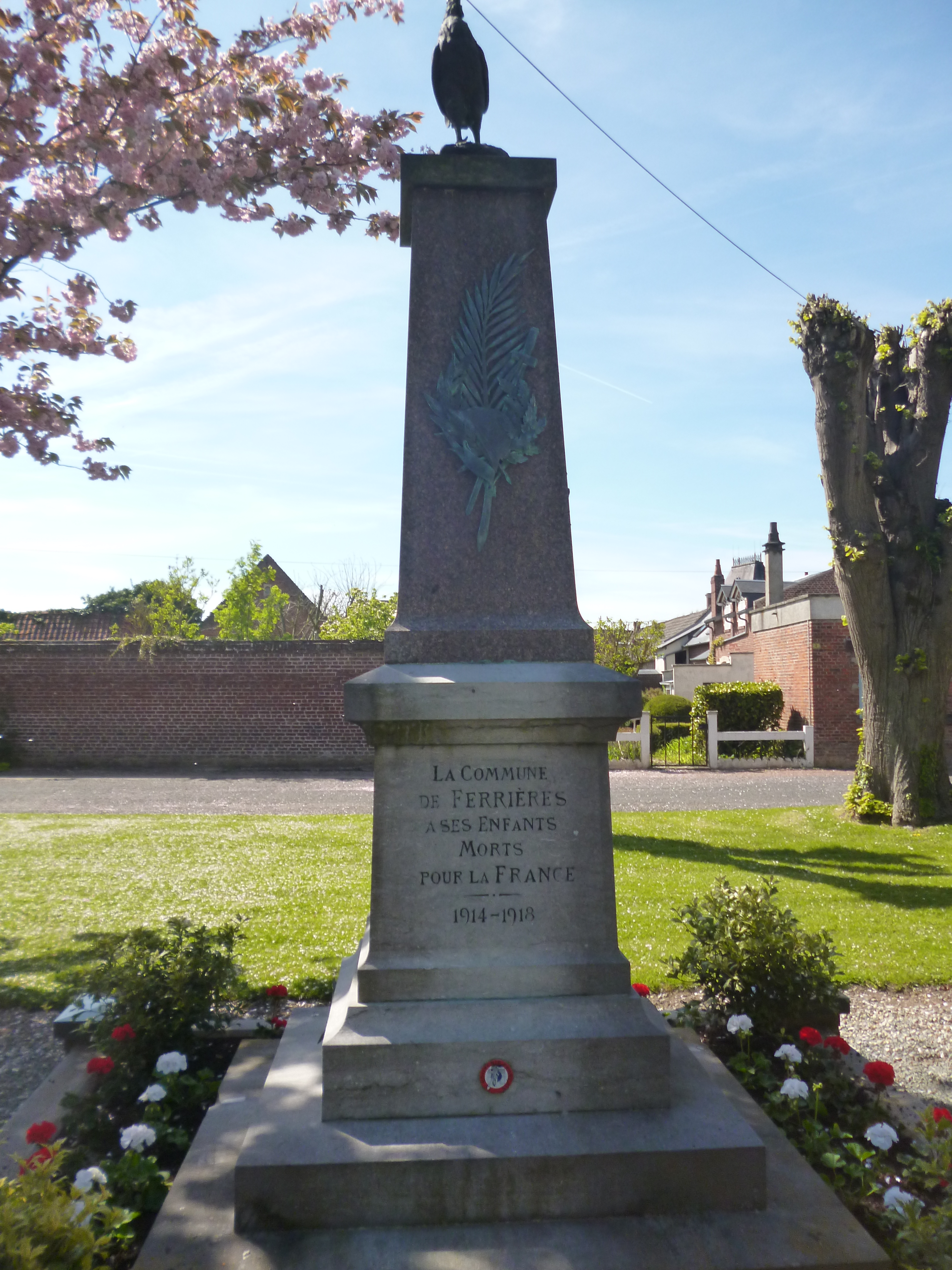
Gefallenendenkmal